# Gara Bicaz
Gara Bicaz este o gară care deservește orașul Bicaz, județul Neamț, România. Se află la capătul nordic al liniei de cale ferată 509, ce pornește din gara Bacău.